# Furla

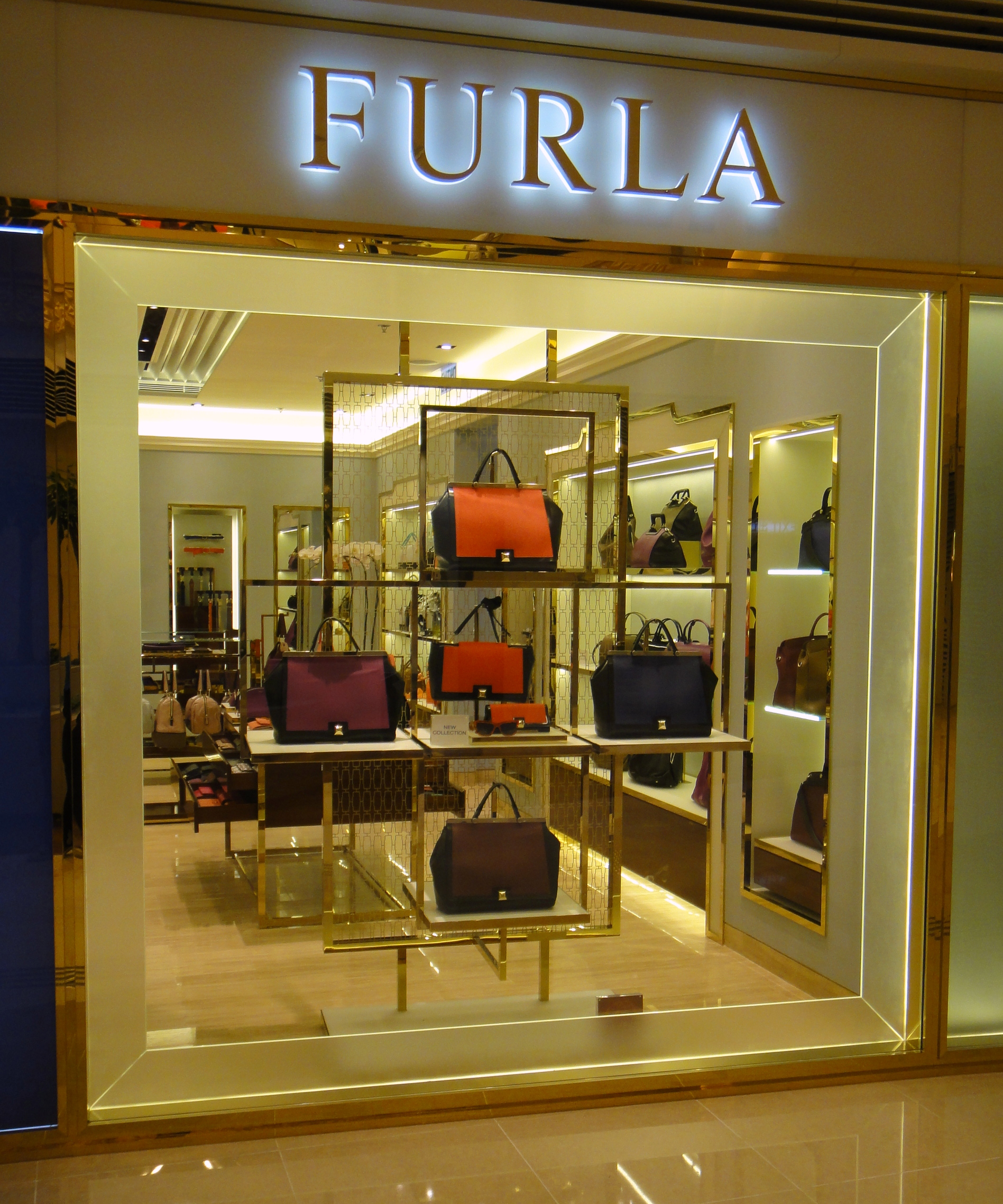
Une boutique à Hong Kong

Furla est une entreprise italienne, célèbre pour ses sacs à main, fondée en 1927, par le couple Aldo et Margherita Furlanetto. Furla possède des filiales en Europe et en Asie.

## Historique
En 2018, Furla annonce l'arrêt de l'utilisation de fourrures animales. Cette année-là, la marque réalise un chiffre d'affaires de 252 millions d’euros et acquiert l'entreprise toscane Effeuno. 
En février 2019, elle possède 470 magasins en propre et est présente dans 1200 points de vente répartis dans une centaine de pays. Elle compte plus de 2400 salariés. La marque est toujours détenue par la famille fondatrice.   
En novembre 2020, la filiale américaine de la marque, Furla USA, dépose le bilan.   